# Michael Collins (attore)
Roy Michael Collins (Isleworth, 21 maggio 1922 – Abbotsford, 25 dicembre 1979) è stato un attore britannico, attivo in cinema e televisione fra gli anni cinquanta e gli anni settanta. È conosciuto, fra l'altro, per aver dato la voce al personaggio di Goldfinger nel terzo film su James Bond - Agente 007 - Missione Goldfinger - girato nel 1964.

## Biografia
Nato in una cittadina del Middlesex è stato impiegato per lo più come caratterista in film polizieschi con ruoli da investigatore o poliziotto. Talvolta ha prestato la sua voce per interventi fuori campo o in doppiaggio.
Ha lavorato prevalentemente in televisione, prendendo parte a numerose serie televisive ed è morto all'età di 58 anni in Canada, ad Abbotsford, nella Columbia Britannica, paese per il quale ha girato i suoi ultimi lavori: il film L'isola della paura e la miniserie televisiva Overlanders.

## Filmografia

### Cinema
- Preferisco la vacca (1946, non accreditato)
- La battaglia di Rio della Plata (1956, non accreditato)
- Avventura a Soho (1957)
- The Heart of a Man (1959, non accreditato)
- Naked Fury (1959)
- Sentenza che scotta (1959)
- Caught in the Net (1960)
- Il segreto del narciso d'oro (1961, non accreditato)
- The Court Martial of Major Keller (1961)
- Play It Cool (1962, non accreditato)
- Rapina al campo 3 (1962)
- Agente 007 - Missione Goldfinger (1964, voce fuori campo di Auric Goldfinger, non accreditato)
- Sherlock Holmes: notti di terrore (1965, voce fuori campo di Max Steiner)
- La rotta del terrore (1975)
- L'isola della paura (1979)

### Televisione
- Lilli Palmer Theatre – serie TV, episodio The Old Man of the Air
- Quatermass II – miniserie TV, episodio The Mark (1955)
- BBC Sunday-Night Theatre – serie TV, episodi The Makepeace Story #4: The New Executive e The Troubled Air (1953-1955)
- The Adventures of the Scarlet Pimpernel – serie TV, episodio 1x13 (1956)
- Robin Hood (The Adventures of Robin Hood) – serie TV, episodio 2x14 (1956)
- Boyd Q.C. – serie TV, episodio The Open and Shut Case (1957)
- Treasure Island – film TV (1957)
- Dial 999 – serie TV, episodi Special Branch e The Big Fish (1959)
- Garry Halliday – serie TV, episodio The Exploding Balloon (1959)
- Epilogue to Capricorn – serie TV, episodio Traitor's Gate (1959)
- Alcoa Presents: One Step Beyond – serie TV, episodio The Tiger (1961)
- ITV Play of the Week – serie TV, episodi Sergeant Musgrave's Dance e The Liberty Man (1958-1961)
- The Escape of R.D.7 – serie TV (1961)
- Silent Evidence – serie TV, episodio The Chosen Instrument (1962)
- Agente speciale (The Avengers) – serie TV, episodi Mr. Teddy Bear e  Brought to Book (1961-1962)
- The Sword in the Web – serie TV, episodio The British Pilot (1962)
- No Hiding Place – serie TV, episodi Who Killed Cock Robbin? e Mr. And Mrs. Smith (1961-1963)
- Z Cars – serie TV, episodi Hit and Run e Enquiry (1963)
- The Protectors – serie TV, episodio 1x08 (1964)
- Detective – serie TV, episodio End of Chapter (1964)
- Melissa – miniserie TV, una puntata (1964)
- Dixon of Dock Green – serie TV, episodi Facing the Music e The Torch Bearers (1963-1964)
- Thursday Theatre – prosa televisiva, Any Other Business (1964)
- Il Santo (The Saint) – serie TV, episodio 3x11 (1964)
- The Wednesday Play – serie TV, episodio A Tap on the Shoulder (1965)
- Gioco pericoloso (Danger Man) – serie TV, episodio Whatever Happened to George Foster? (1965)
- Dr. Finlay's Casebook – serie TV, episodi The Gate of the Year e Without the City (1964-1965)
- L'ispettore Gideon (Gideon's Way) – serie TV, episodio The Alibi Men (1965)
- The Newcomers – serie TV (1965)
- An Enemy of the State – serie TV, episodio The Reckoning (1965)
- W. Somerset Maugham – serie TV, episodio Flotsam and Jetsam (1970)
- The Main Chance – serie TV, episodio A Vision of the Future (1970)
- Il genio criminale di Mr. Reeder (The Mind of Mr. J.G. Reeder) – serie TV, episodio The Shadow Man (1971)
- Brett – serie TV, episodi For Political and Public Services e The Ruined Valley (1971)
- Mr. Abbott e famiglia (Bless This House) – serie TV, episodio Never Again on Sunday (1972)
- Follyfoot – serie TV, episodio The Debt (1972)
- Capitan Onedin (The Onedin Line) – serie TV, episodio A Woman Alone (1972)
- La vita segretissima di Edgar Briggs (The Top Secret Life of Edgar Briggs) – serie TV, episodio The Traitor (1974)
- Overlanders (1979)